# Tiro nos Jogos Olímpicos de Verão de 1896 - Carabina militar
A carabina militar masculina foi um dos cinco eventos do tiro esportivo nos Jogos Olímpicos de Verão de 1896. A prova foi disputada em uma distância de 200 metros, entre 8 e 9 de abril, com cada atirador fazendo metade dos seus disparos em cada dia. Os atiradores tiveram quatro conjuntos de dez tiros cada, um total de 40 tiros. Quarenta e dois atiradores, representando sete nações, disputaram a prova.
Quando a competição terminou, na manhã de 9 de abril, Pantelis Karasevdas, da Grécia, havia atingido o alvo todas as quarenta vezes, atingindo um escore de 2.350 pontos. Pavlos Pavlidis atingiu o alvo trinta e oito vezes e terminou em segundo.

## Medalhistas
| Ouro   | GRE Pantelis Karasevdas |
| Prata  | GRE Pavlos Pavlidis     |
| Bronze | GRE Nicolaos Trikupis   |

## Resultados
| Pos.  | Atirador                           | Escore       | Alvos atingidos | 1            | 2            | 3            | 4            |
| ----- | ---------------------------------- | ------------ | --------------- | ------------ | ------------ | ------------ | ------------ |
|       | GRE Pantelis Karasevdas            | 2.350        | 40              | 480          | Desconhecido | Desconhecido | Desconhecido |
|       | GRE Pavlos Pavlidis                | 1.978        | 38              | Desconhecido | Desconhecido | Desconhecido | Desconhecido |
|       | GRE Nicolaos Trikupis              | 1.713        | 34              | Desconhecido | Desconhecido | Desconhecido | Desconhecido |
| 4     | GRE Anastasios Metaxas             | 1.701        | Desconhecido    | Desconhecido | Desconhecido | Desconhecido | Desconhecido |
| 5     | GRE Georgios Orphanidis            | 1.698        | Desconhecido    | Desconhecido | Desconhecido | Desconhecido | Desconhecido |
| 6     | DEN Viggo Jensen                   | 1.640        | 30              | Desconhecido | Desconhecido | Desconhecido | Desconhecido |
| 7     | GRE Georgios Diamantis             | 1.456        | Desconhecido    | Desconhecido | 384          | Desconhecido | Desconhecido |
| 8     | SUI Albert Baumann                 | 1.294        | Desconhecido    | Desconhecido | Desconhecido | Desconhecido | Desconhecido |
| 9     | GRE Ioannis Theofilakis            | 1.261        | Desconhecido    | Desconhecido | 312          | Desconhecido | Desconhecido |
| 10    | GBR Sidney Merlin                  | 1.156        | Desconhecido    | 477          | Desconhecido | Desconhecido | Desconhecido |
| 11    | GRE Alexios Fetsios                | 894          | Desconhecido    | Desconhecido | 272          | Desconhecido | Desconhecido |
| 12    | DEN Eugen Schmidt                  | 845          | 12              | Desconhecido | Desconhecido | Desconhecido | Desconhecido |
| 12    | GRE Spiridon Stais                 | 845          | Desconhecido    | Desconhecido | Desconhecido | Desconhecido | Desconhecido |
| 14-41 | USA Charles Waldstein              | Desconhecido | Desconhecido    | 354          | 154          | Desconhecido | Desconhecido |
| 14-41 | GBR Machonet                       | Desconhecido | Desconhecido    | Desconhecido | Desconhecido | Desconhecido | Desconhecido |
| 14-41 | ITA Rivabella                      | Desconhecido | Desconhecido    | Desconhecido | Desconhecido | Desconhecido | Desconhecido |
| 14-41 | GRE Aristovoulos Petmezas          | Desconhecido | Desconhecido    | Desconhecido | Desconhecido | Desconhecido | Desconhecido |
| 14-41 | FRA Albin Lermusiaux               | Desconhecido | Desconhecido    | Desconhecido | Desconhecido | Desconhecido | Desconhecido |
| 14-41 | GRE G. Karagiannopoulos            | Desconhecido | Desconhecido    | Desconhecido | Desconhecido | Desconhecido | Desconhecido |
| 14-41 | GRE 22 outros, nomes desconhecidos | Desconhecido | Desconhecido    | Desconhecido | Desconhecido | Desconhecido | Desconhecido |
| –     | DEN Holger Nielsen                 | DNF          | DNF             | DNF          | DNF          | DNF          | DNF          |

- DNF: Não completou a prova.